# حد روش
حد روش (با تلفظ [[الفبای آوانگاری بین‌المللی|/ʁoʃ/]]) به کمترین فاصلهٔ بین یک قمر که فاقد استحکام کششی است — یعنی تنها به واسطهٔ نیروی گرانش خودش منسجم مانده — و یک جسم سماوی دیگر گفته می‌شود که موجب فروپاشی قمر نگردد.
فروپاشی قمر به علت نیروی کشندی حاصل از جسم سماوی دوم و بیشترشدن آن از جاذبهٔ خودی قمر رخ می‌دهد.
ماهواره‌ها (قمرهای مصنوعی) کوچکتر از آن هستند که متحمل نیروی کشندی قابل توجهی شوند.
اگر قمر و سیاره (جرم سماوی اصلی) دارای چگالی یکسانی باشند، حد روش حدود ۲٫۵ برابر شعاع سیاره تخمین زده می‌شود.
این حد نخستین بار توسط اخترشناس فرانسوی ادوارد روش (۱۸۲۰–۱۸۸۳ میلادی) محاسبه شد.